# Oikopleura dioica
Oikopleura dioica es una de las especies que constituyen género Oikopleura de la familia Oikopleuridae. Es un organismo marino que forma parte del plancton de los mares tropicales y templados. Es una especie nerítica y oceánica la más euritérmica y eurihialina.

## Descripción
Se caracteriza por ser una especie de entre pequeño tamaño y regular, presentando un cuerpo bastante globoso y pequeño. El extremo posterior del endostilo se ubica cerca del ano. Las glándulas bucales son de forma redondeada y pequeñas. El notocordio pequeño y prestando una musculatura estrecha y presenta del lado derecho dos celular subcordales, fusiformes y alejadas una de la otra. El cuerpo puede variar cuando son formas de mar afuera en estos casos suelen ser mayores que los de las formas neríticas. El tamaño del cuerpo de Oikopleura dioica oscila entre 2,5 y 3,0 mm.

## Distribución
Oikopleura dioica es una especie nerítica y oceánica, de aguas calídas y templadas de los océanos y mares del mundo. La especie ha sido avistada en aguas del mar Caribe, en las costas de México, Venezuela y en aguas del océano Atlántico. También se ha reportado su presencia en las costas de Brasil, en aguas del mar Mediterráneo y en las costas del océano Pacífico, como en Chile y Japón.

### Videos
- Youtube: Larvacea (Oikopleura dioica)
- Youtube: Cleavage pattern, gastrulation, and neurulation in the appendicularian, Oikopleura dioica

- Datos: Q10505290
- Multimedia: Oikopleura dioica / Q10505290